# Ipusukilo (Kitwe)
Ipusukilo è un ward dello Zambia, parte della Provincia di Copperbelt e del Distretto di Kitwe.